# 1959 у кіно

## Події
- 30 квітня-15 травня — 12-й Каннський міжнародний кінофестиваль, Канни, Франція.
- 26 червня-7 липня — 9-й Берлінський міжнародний кінофестиваль, Західний Берлін.
- 26 липня — 4-а церемонія нагородження кінопремії «Давид ді Донателло», Рим, Італія.
- 23 серпня-6 вересня — 20-й Венеційський міжнародний кінофестиваль, Венеція, Італія.

## Фільми

### Світове кіно
- Бен-Гур / Ben-Hur,  США (реж. Вільям Вайлер)
- Міст / Die Brücke,  ФРН (реж. Бернгард Віккі)
- У джазі тільки дівчата / Some Like it Hot,  США (реж. Біллі Вайлдер)

## Персоналії

### Народилися
- 22 січня — Лінда Блер, американська акторка кіно і телебачення.
- 25 січня — Тоні Сервілло, італійський актор театру, кіно і телебачення.
- 29 січня — Надія Маркіна, радянська та російська акторка.
- 22 лютого — Кайл Маклаклен, американський актор.
- 25 лютого — Олексій Балабанов, російський кінорежисер, сценарист і актор.
- 22 березня — Меттью Модайн, американський актор.
- 20 квітня — Клінт Говард, американський актор.
- 27 квітня — Марина Левтова, радянська і російська акторка театру і кіно.
- 12 травня — Лариса Гузєєва, радянська і російська акторка театру і кіно, заслужена артистка РФ.
- 29 травня — Руперт Еверетт, британський актор.
- 4 липня — Вікторія Абріль, іспанська акторка.
- 15 липня:
  - Венсан Лендон, французький кіноактор, сценарист та режисер.
  - Анн Фонтен, французька кінорежисерка, сценаристка та акторка.
- 25 липня — Харитонов Андрій Ігорович, популярний радянський і російський актор театру та кіно, режисер, сценарист.
- 19 вересня — Андрієнко Віктор Миколайович, український актор та режисер театру та кіно, сценарист, письменник, продюсер.
- 1 жовтня — Драч Олег Тарасович, український актор, режисер, педагог.
- 20 листопада — Шон Янґ, американська акторка, фотомодель.
- 1 грудня — Сукачов Гарик, російський рок-музикант, поет, композитор, кінорежисер, актор.
- 17 грудня — Грегг Аракі, американський кінорежисер, сценарист і продюсер незалежного кіно.

### Померли
- 10 січня — Анрі Відаль, французький актор.
- 21 січня — Сесіль Блаунт Де Мілль, американський кінорежисер і кінопродюсер.
- 30 березня — Пельтцер Іван Романович, російський актор.
- 2 квітня — Беньямін Крістенсен, данський кінорежисер, сценарист та актор (нар. 1879).
- 5 квітня — Лазурін Соломон Мойсейович, радянський, український сценарист, кінорежисер.
- 12 квітня — Джеймс Глісон, американський актор, драматург і сценарист.
- 13 квітня — Шавгулідзе Георгій Володимирович, радянський грузинський актор театру і кіно.
- 18 квітня — Ірвінг Каммінгс, американський кіноактор, режисер, продюсер і письменник.
- 14 травня — Перестіані Іван Миколайович, російський радянський актор, кінорежисер, сценарист.
- 4 червня — Чарльз Відор, американський кінорежисер угорського походження.
- 16 червня — Джордж Рівз, американський актор (нар. 1914).
- 18 червня — Етель Беррімор, американська акторка.
- 23 червня — Слуцький Михайло Якович, український радянський режисер документального та ігрового кіно.
- 4 вересня — Андре Роанн, французький актор (нар. 1896).
- 6 вересня — Едмунд Гвен, британський актор (нар. 1877).
- 14 жовтня — Еррол Флінн, австралійський кіноактор ірландського походження.
- 20 жовтня — Вернер Краус, німецький актор.
- 7 листопада — Віктор Маклаглен, англо-американський актор.
- 25 листопада — Жерар Філіп, французький актор театру і кіно.
- 16 грудня — Васильєв Сергій Дмитрович, радянський російський актор, кінорежисер, сценарист.